# Eleição municipal de Araucária em 2004
A eleição municipal de Araucária de 2004 ocorreu no dia 1 de outubro, junto do primeiro turno de todos os municípios brasileiros. Naquele dia, os eleitores escolheram os prefeitos que administrariam tais cidades a partir de 1º de janeiro de 2005 e cujos sucessores seriam eleitos em 2008, e em Araucária foram cerca de 62 mil eleitores. Essa foi a segunda eleição realizada no mandato de Lula como presidente. Os eleitores araucarienses puderam escolher entre quatro candidatos a prefeito, além de diversos a vereador.

## Resultados

### Eleição para prefeito
Conforme dados do TSE, foram computados 61.961 votantes, mas os brancos e nulos não foram divulgados. A situação da cidade na época indicava para a reeleição de Albanor Zezé, mas devido ao escândalo da Megacred, o TSE decidiu por impugnar sua candidatura. Nas vésperas da eleição, a coligação decidiu por efetivar o vice Olizandro e escolheu Clodoaldo Pinto como vice, mas na urna os eleitores votaram em Zezé pois não houve tempo para alteração nas máquinas. O resultado completo da eleição para prefeito é:
| Candidato(a)              | Vice                      | Coligação                                                                             | Votos recebidos | Percentual |
| ------------------------- | ------------------------- | ------------------------------------------------------------------------------------- | --------------- | ---------- |
| Olizandro Ferreira (PSDB) | Clodoaldo Pinto Jr. (PTN) | União Nova Araucária (PSDB / PP / PSL / PTN / PTB / PAN / PDT / PHS / PL / PSC / PTC) | 36.290          | 58,56%     |
| Rosane Ferreira (PV)      | Mario Gondek (PV)         | Coragem Para Mudar (PV / PPS)                                                         | 12.344          | 19,92%     |
| Rizio Wachowicz (PFL)     | Maria Elena Pimpão (PFL)  | União Por Uma Araucária Melhor (PFL / PSDC / PMN / PSB / PRP)                         | 7.184           | 11,59%     |
| Hino Dirlei Falat (PMDB)  | Rivadal (PT)              | Araucária De Mãos Limpas (PMDB / PT / PC DO B)                                        | 6.143           | 9,91%      |

### Eleição para vereador
Ao todo foram eleitos 11 parlamentares, tendo influência do quociente eleitoral para decidir as vagas na Câmara Municipal. Os eleitos na ocasião são:
| Candidato(a)                  | Partido | Votos | Percentual |
| ----------------------------- | ------- | ----- | ---------- |
| Irineu Cantador               | PL      | 2.474 | 3,91%      |
| Wilson Roberto David Mota     | PSDB    | 2.203 | 3,48%      |
| Josué de Oliveira Kersten     | PTN     | 2.196 | 3,47%      |
| Pedro Ferreira de Lima        | PDT     | 2.039 | 3,23%      |
| Esmael Padilha                | PSL     | 1.603 | 2,53%      |
| Luciano Leônidas Grebos*      | PDT     | 1.569 | 2,48%      |
| Francisco Carlos Cabrini      | PP      | 1.557 | 2,46%      |
| João Renato Cantelle*         | PTB     | 1.552 | 2,45%      |
| Luiz Henrique Ozorio Vicente* | PSDB    | 1.523 | 2,41%      |
| Renaldo Rodrigues*            | PDT     | 1.437 | 2,27%      |
| Luís Fernando Emílio Coimbra  | PFL     | 1.316 | 2,08%      |

- Vereadores com '*' foram eleitos pelo quociente eleitoral.